# Collette
Pour les articles homonymes, voir Collette (homonymie).
Collette est un village du comté de Northumberland, à l'est de la province canadienne du Nouveau-Brunswick. Le village a le statut de DSL. Dans le cadre de la réforme de la gouvernance locale du 1er janvier 2023, le DSL a été annexé au village de Nouvelle-Arcadie.

## Toponyme
Collette est vraisemblablement nommé ainsi en l'honneur de Hosea, Antoine et David Colette, possédant des terres au village.

## Géographie
Collette est généralement considérée comme faisant partie de l'Acadie.

### Géologie
Le sous-sol de Collette est composé principalement de roches sédimentaires du groupe de Pictou datant du Pennsylvanien (entre 300 et 311 millions d'années).

### Villages et hameaux
Le village comprend Collette, Collette-Est, Collette-Ouest et Rogersville-Nord.

## Histoire
Collette est situé dans le territoire historique des Micmacs, plus précisément dans le district de Sigenigteoag, qui comprend l'actuel côte Est du Nouveau-Brunswick, jusqu'à la baie de Fundy.
En 1825, le territoire est touché par les Grands feux de la Miramichi, qui dévastent entre 10 000 km2 et 20 000 km2 dans le centre et le nord-est de la province et tuent en tout plus de 280 personnes,. Collette consiste en une expansion de l'établissement de Rogersville.
L'église Notre-Dame-de-Fatima est innaugurée le 20 semptembre 1914. Elle est démolie le 14 juillet 2022.

## Démographie
(juillet 2016).
D'après le recensement de Statistique Canada, il y avait 456 habitants en 2016 comparativement à 522 en 2001, soit une baisse de 12,6%. Toujours selon les données de recensement de 2016, il y a 195 logements privés, dont 180 occupés par des résidents habituels. Le village a une superficie de 61,28 kilomètres carrés et une densité de population de 7,4 habitants au kilomètre carré.
| 2011 | 2016 |
| ---- | ---- |
| 543  | 456  |

## Économie
Entreprise Kent, membre du Réseau Entreprise, a la responsabilité du développement économique.

## Administration

### Comité consultatif
En tant que district de services locaux, Collette est en théorie administré directement par le Ministère des Gouvernements locaux du Nouveau-Brunswick, secondé par un comité consultatif élu composé de cinq membres dont un président. Il n'y a actuellement aucun comité consultatif.

### Représentation et tendances politiques
Nouveau-Brunswick: Collette fait partie de la circonscription provinciale de Rogersville-Kouchibouguac, qui est représentée à l'Assemblée législative du Nouveau-Brunswick par Bertrand LeBlanc, du Parti libéral. Il fut élu en 2010.
 Canada: Collette fait partie de la circonscription électorale fédérale de Miramichi, qui est représentée à la Chambre des communes du Canada par Tilly O'Neill-Gordon, du Parti conservateur. Elle fut élue lors de la 40e élection fédérale, en 2008.

## Vivre à Collette
L'église Notre-Dame-de-Fatima est une église catholique romaine faisant partie de l'archidiocèse de Moncton. Le bureau de poste et le détachement de la Gendarmerie royale du Canada les plus proches sont situés à Rogersville.
Le quotidien francophone est L'Acadie nouvelle, publié à Caraquet, et le quotidien anglophone est Telegraph-Journal, publié à Saint-Jean.

## Culture

### Personnalités
- Donat Chiasson (Paquetville, 1930 - Collette, 2003), troisième archevêque de Moncton de 1972 à 1995.